# دوج اس‌آرتی-۴
دوج اس‌آرتی-۴ (Dodge SRT-۴) خودرویی است که در سال‌های ۲۰۰۳ تا ۲۰۰۵در ایالات متحده آمریکا تولید شده‌است. طراحی آن خودروهای موتور جلو-محور جلو بوده طول آن در حالت طبیعی ۱۷۴٫۴ اینچ (۴٬۴۳۰ میلیمتر) و عرض آن در حالت طبیعی ۶۷٫۴ اینچ (۱٬۷۱۰ میلیمتر) است.